# Други конгрес КПЈ
Други конгрес Социјалистичке радничке партије Југославије (комуниста) (мкд. Вториот конгрес на Социјалистичка работничка партија на Југославија (комунисти); словен. Drugi kongres Socialistične delavske partije Jugoslavije (komunisti)) одржан је од 20. до 25. јуна 1920. у Вуковару. На овом Конгресу је дошло до сукоба између две фракције унутар Партије — револуционарне и реформистичке. Пошто је револуционарна фракција однела победу, усвојен је нови Програм партије и промењен назив у Комунистичка партија Југославије (мкд. Комунистичка партија на Југославија; словен. Komunistična partija Jugoslavije). Овај конгрес се често назива и Вуковарски конгрес. За председнике Централног партијског већа су изабрани Павле Павловић и Јаков Ластрић, а за секретаре Сима Марковић и Филип Филиповић.

## Сукоб две фракције
Током 1919. и 1920. године дошло је до поделе у врху Партије и синдиката на две основне струје — револуционарну и реформистичку, које су још називане радикална и опортунистичка.
Идејна позиција реформиста изражавала се у ставовима да је Краљевина Срба, Хрвата и Словенаца заостала земља, са неразвијеном радничком класом и да у њој не постоје услови за револуцију и да предстоји дуг период друштвено-економског развитка на основама капиталистичких друштвених односа, у којем се радничка класа мора борити за побољшање свог положаја путем реформи. Полазећи од таквог става реформисти су иступили против револуционарних концепција у политици Партије, против свих акција које воде заоштравању класне борбе и револуционарним сукобима, против приступања Партије Комунистичкој интернационали и против подршке Совјетској Русији. За реформистичка схватања залагали су се највећим делом предратни синдикални и партијски кадрови формирани на владајућим социјалдемократским схватањима Друге интернационале.
Комунисти су бранили револуционарну оријентацију Партије са позиција Марксизма, користећи се искуством Октобарске револуције и Лењиновим учењем о империјализму као умирућем стадијуму капитализма.
У пролеће 1920. године идејни сукоби избили су свом оштрином и дискусије између комуниста и реформиста почеле су пунити ступце партијске и синдикалне штампе. Пошто је победу на Конгресу однела револуционарна фракција, део чланова реформистичке стује, посебно из Хрватске, је одмах напустио Партију, док је други део, нарочито из Србије и Босне, наставио да делују унутар Партије. После објављивања Манифеста опозиције КПЈ, септембра 1920. године, преостали део реформистичке фракције је искључен из Партије.
Победа револуционарне фракције је имала великог утицаја, не само на чланство Партије, већ и на Раднички покрет у целини, што су показали резултати општинских избора, августа и парламентарни избори децембра 1920. године, када су комунисти освојили 59 посланичких мандата. Победа револуционарне фракције и прихватања оружане револуције за промену власти, утицала је да власти Краљевине Срба, Хрвата и Словенаца донесу Обзнану, којом је забрањен даљи рад Комунистичкој партији.

## Чланови Централног партијског већа
На Другом конгресу изабрано је ново Централно партијско веће, које је имало 16 чланова. За председнике Централног партијског већа су изабрани Павле Павловић и Јаков Ластрић, а за секретаре Сима Марковић и Филип Филиповић.
- Чланови Централног партијског већа, изабрани на Другом конгресу КПЈ:

Иво Баљкас, Лазар Вукичевић, Гојко Вуковић, Ђуро Ђаковић, Јово Јакшић, Ловро Клеменчич, Влада Марковић, Сима Марковић, Павле Павловић, Лаза Стефановић, Живко Топаловић, Митар Трифуновић Учо, Душан Цекић, Филип Филиповић, Ђуро Цвијић и Владимир Чопић.

## Делегати на Конгресу
Неки од 374 делегата на Конгресу били су:
- Драгомир Дражевић
- Ђуро Ђаковић
- Мића Марковић
- Милош Требињац
- Јозеф Хермал